# Tachytes
Tachytes ist eine artenreiche Gattung der Grabwespen (Spheciformes) aus der Familie Crabronidae. Weltweit sind 296 Arten bekannt, das Hauptverbreitungsgebiet sind die Tropen und die gemäßigten Breiten. Im Mittelmeerraum sind etwa 20 Arten verbreitet, in Europa kommen neun Arten vor, von denen in Mitteleuropa drei heimisch sind.

## Merkmale
Die mittelgroßen Grabwespen haben einen kräftigen Körperbau und sind stark behaart, weswegen sie eine bienenähnliche Gestalt aufweisen. Der Körper ist häufig gold- oder silberglänzend behaart, am Hinterleib sind meist Querbänder ausgebildet. Die hinteren Punktaugen (Ocelli) sind sichelförmig, lang und schmal. Sie sind vom vorderen Punktauge um weniger als ihre Länge entfernt. Die Weibchen sind am Pygidialfeld, die Männchen am siebten Hinterleibssegment kurz, anliegend behaart.

## Lebensweise
Die Weibchen der meisten Arten legen ihr Nest im Erdboden an. Die Brut wird mit Heuschrecken der Familien Acrididae, Tettigoniidae, Tetrigidae und Tridactylidae versorgt. Nur die im südwestlichen Russland, dem Iran und Turkmenistan vorkommenden Arten Tachytes bidens und Tachytes ambidens versorgen ihre Brut mit Spannerraupen. Die Heuschrecken werden im Flug transportiert, indem die Fühler mit den Mandibeln gepackt werden. Zusätzlich wird die Beute mit den Beinen gehalten. Das Nest besteht in der Regel aus mehreren Zellen, die wenige Zentimeter bis über einen Meter tief im Boden angelegt werden. In eine Zelle werden ein bis dreizehn Beutetiere eingebracht, erst dann wird das Ei abgelegt. Die Imagines fliegen Blüten an.

## Systematik
Tachytes gehört zur Tribus Larrini innerhalb der Unterfamilie Crabroninae.

## Arten (Europa)
- Tachytes ambidens Kohl, 1884
- Tachytes argenteus Gussakovskij, 1933
- Tachytes argyreus (F. Smith, 1856)
- Tachytes etruscus (Rossi, 1790)
- Tachytes freygessneri Kohl, 1881
- Tachytes matronalis Dahlbom, 1845
- Tachytes obsoletus (Rossi, 1792)
- Tachytes panzeri (Dufour, 1841)
- Tachytes procerus A. Costa, 1882

## Belege